# Edmontonia
Edmontonia é um gênero de dinossauro armadurado que fazia parte da família dos nodossaurídeos. O nome genérico homenageia a Formação Edmonton, significando "de Edmonton". Seus fósseis foram achados em Montana, Alberta, Wyoming, Dakota do Sul, Novo México e no Texas. Alguns autores consideram a espécie mais jovem de Edmontonia um gênero separado: Denversaurus. Thomas Holtz deu um comprimento de 7 metros (23 pés) e o peso de um Rinoceronte.